# Typ I (ponorka)
Typ I byla třída oceánských ponorek německé Kriegsmarine z období druhé světové války. Postavena byla v pouhých dvou exemplářích. Obě ponorky prošly krátkým a úspěšným nasazením ve světové válce. V průběhu roku 1940 byly na svých bojových plavbách ztraceny.

## Pozadí vzniku
Ponorky této třídy přímo vycházely z ponorky typu E-1 postavené v letech 1926–1927 pro Španělské námořnictvo. Postaveny byly pouze dvě jednotky typu I, pojmenované U 25 a U 26. Výroba poté přešla na modernější ponorky typu VII.

## Konstrukce
Hlavňovou výzbroj tvořil jeden 105mm kanón doplněný jedním 20mm protiletadlovým kanónem. Ponorky dále nesly šest 533mm torpédometů, z toho čtyři příďové a dva záďové. Zábora munice činila 14 torpéd či 28 min. Pohonný systém tvořily dva diesely MAN o výkonu 1540 bhp a dva elektromotory o výkonu 500 bhp.

## Operační služba

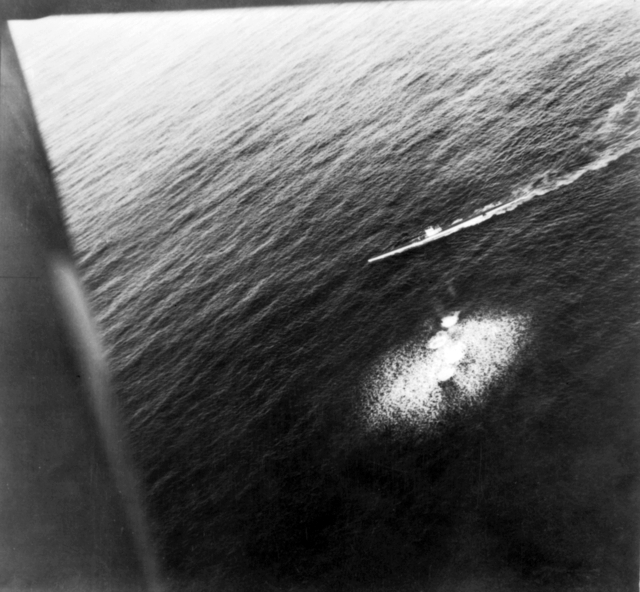
Letecký útok na vynořenou ponorku U 26

Ponorky typu I byly stavěny především pro použití ve výcviku. Nedostatek novějších ponorek si ale, po vypuknutí druhé světové války, vynutil jejich nasazení v první linii. Ponorky typu I za války provedly 13 bojových plaveb během kterých potopily 18 obchodních lodí. Obě však byly už roku 1940 potopeny. U 25 byla 3. srpna 1940 ztracena s celou posádku po najetí na minu.
U 26 dne 30. července 1940 poblíž Irska napadla konvoj OA-175. Když 1. července v 01:18 torpédem poškodila obchodní loď Zarian, napadla ji britská korveta třídy Flower HMS Gladiolus, která ji napadla pomocí hlubinných pum. Poškozená ponorka se nepozorována vynořila po šesti hodinách, brzy ji ale spatřil a napadl létající člun Short Sunderland Mk.I. Následně U 26 potopila vlastní posádka.